# Dom van Sleeswijk
De Dom van Sleeswijk (Duits: Schleswiger Dom, officieel de Sint-Petrusdom) is een domkerk in in de Noord-Duitse stad Sleeswijk. De kerk werd gebouwd vanaf circa 1030, terwijl het bisdom Sleeswijk al in 948 werd opgericht. De domkerk is gewijd aan de apostel Petrus.

## Voorgeschiedenis
In het jaar 850 werd een missiecentrum gesticht in Haithabu (Hedeby). Keizer Otto I vestigde in de jaren 947-949 drie bisdommen op Jutland: eerst het bisdom Ribe, dan Sleeswijk en ten slotte Aarhus. Na de vestiging van het bisdom Sleeswijk in 947 werd begonnen met de bouw van de eerste kathedraal. Hoe deze kathedraal eruitzag en waar de kerk stond is onbekend.

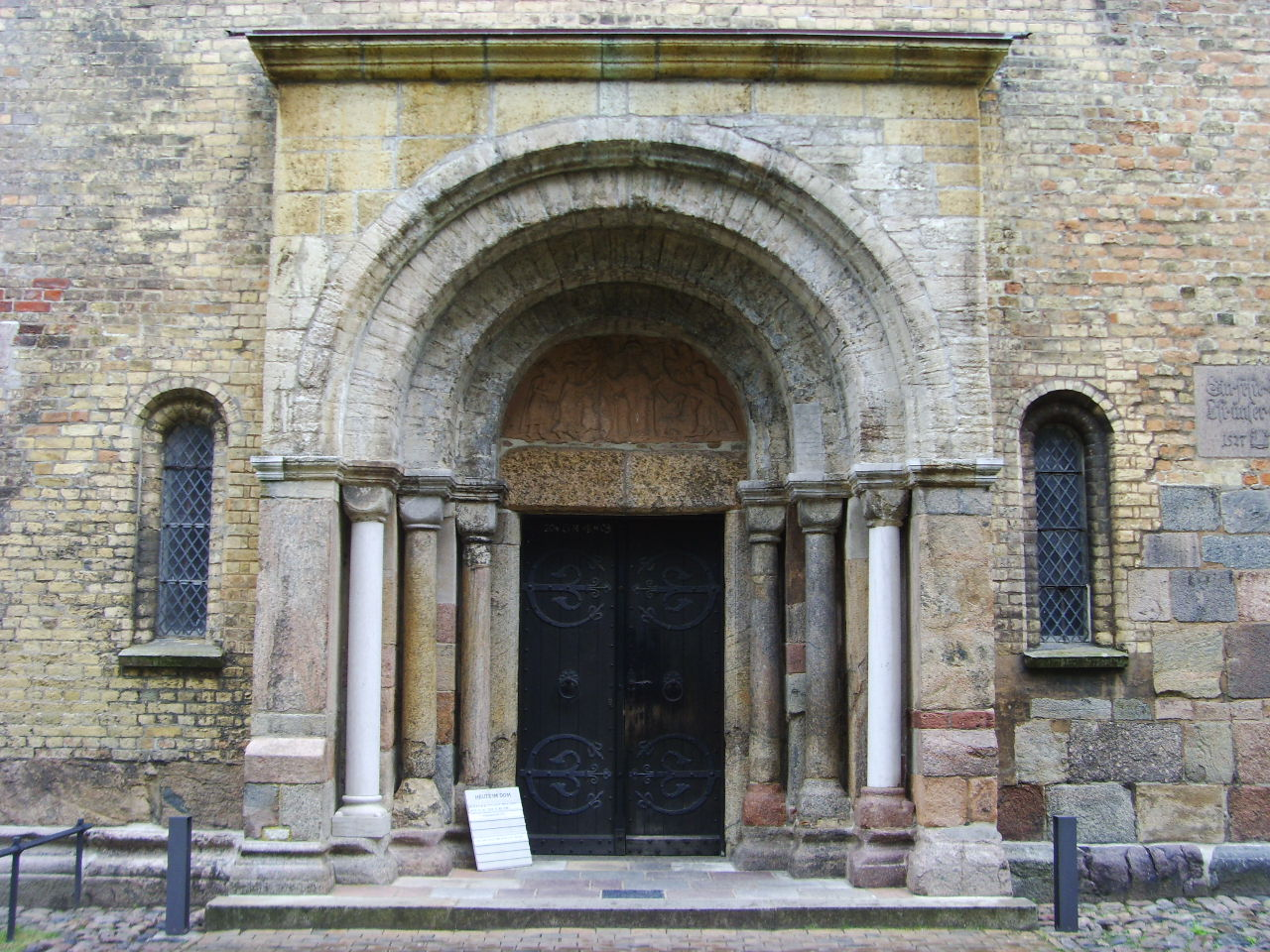
Romaans portaal

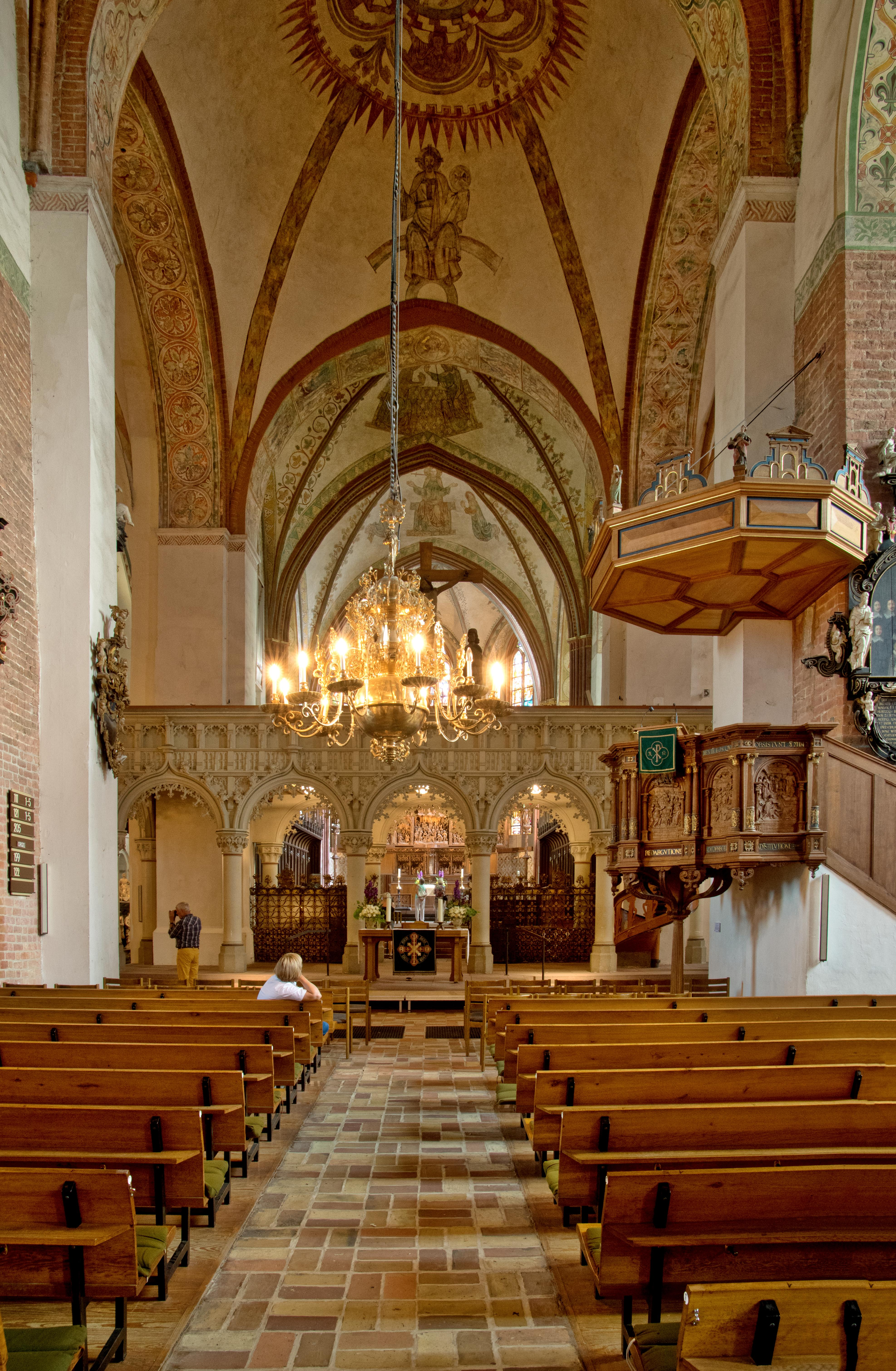
Interieur

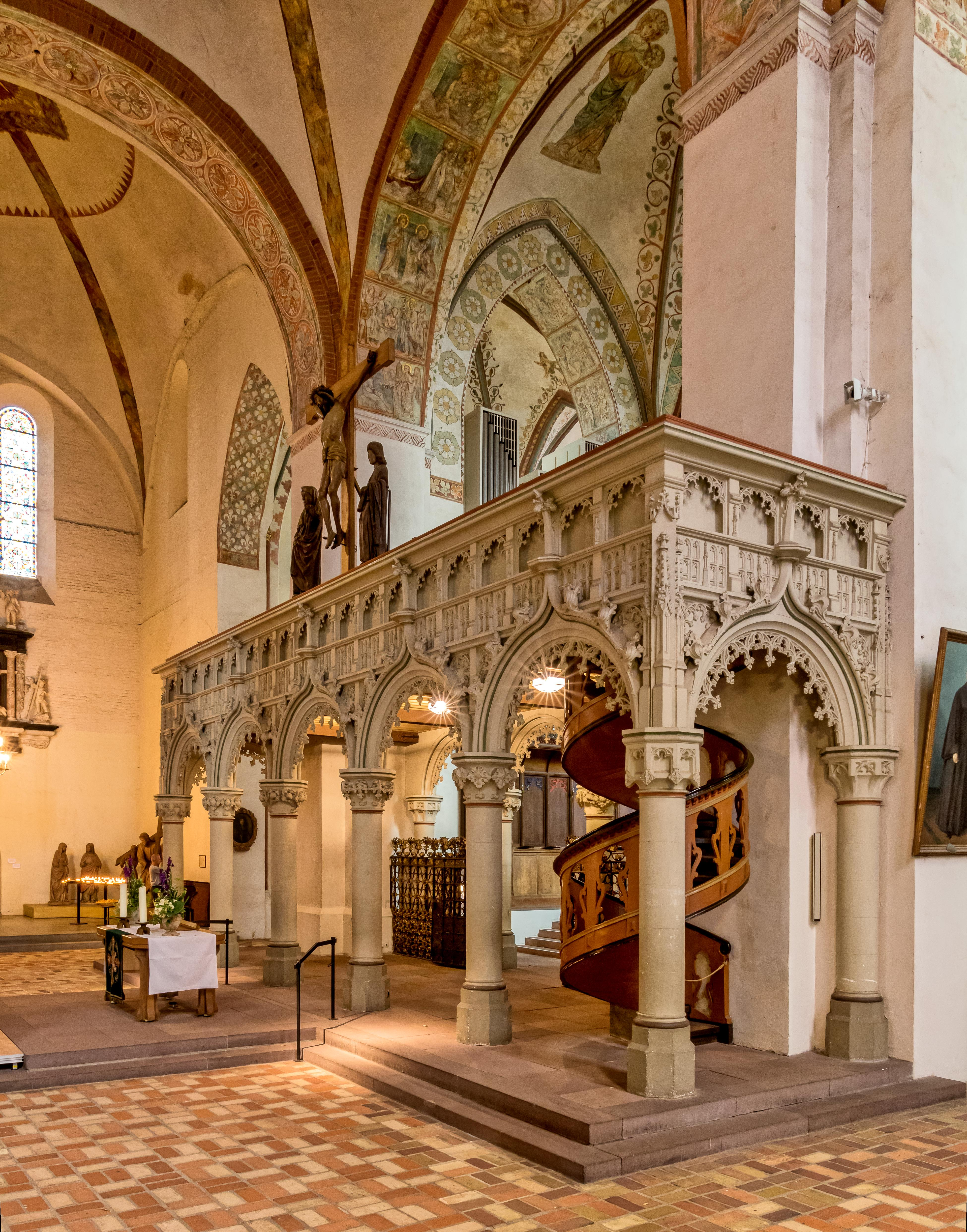
Doksaal

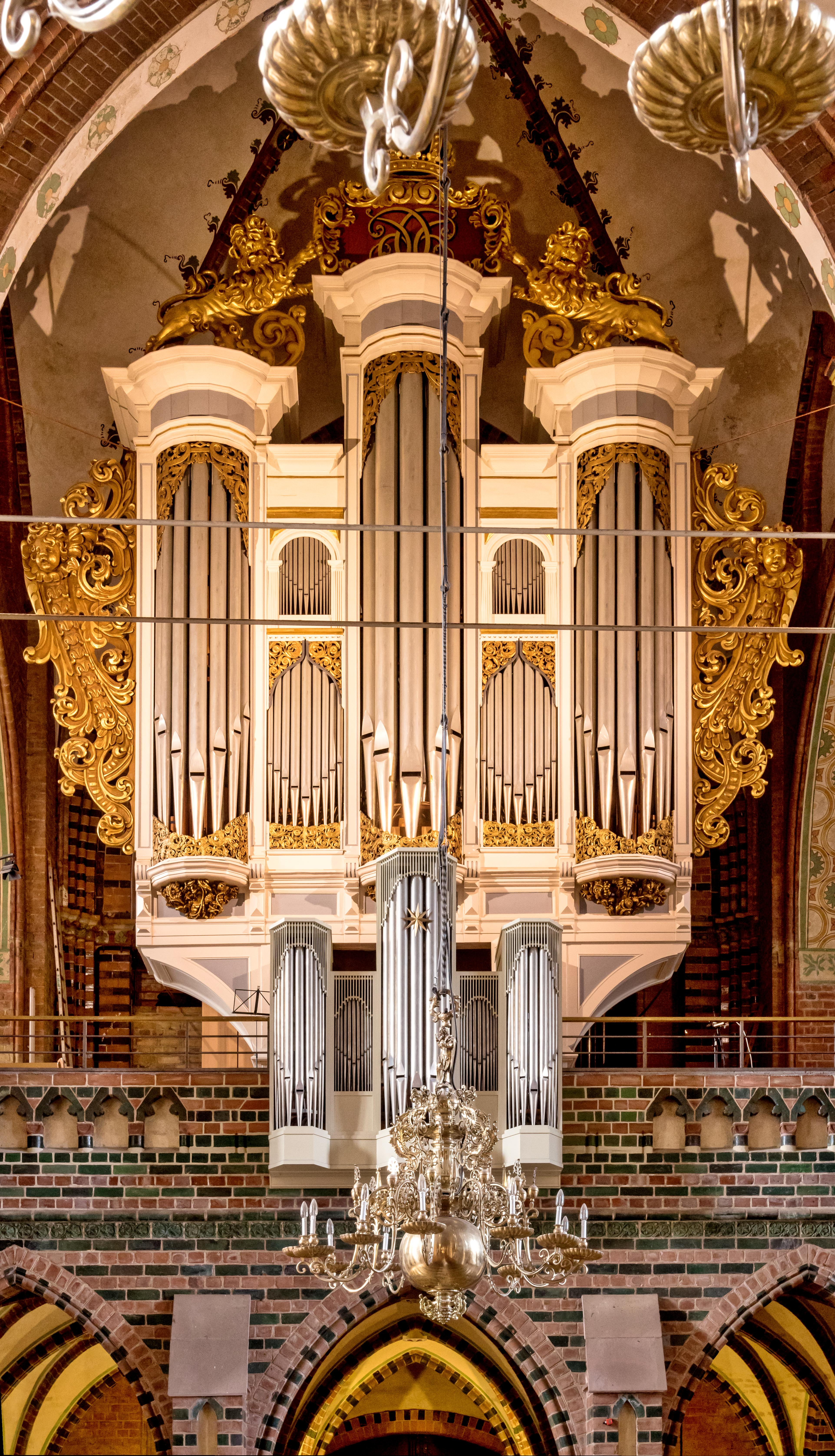
Orgel

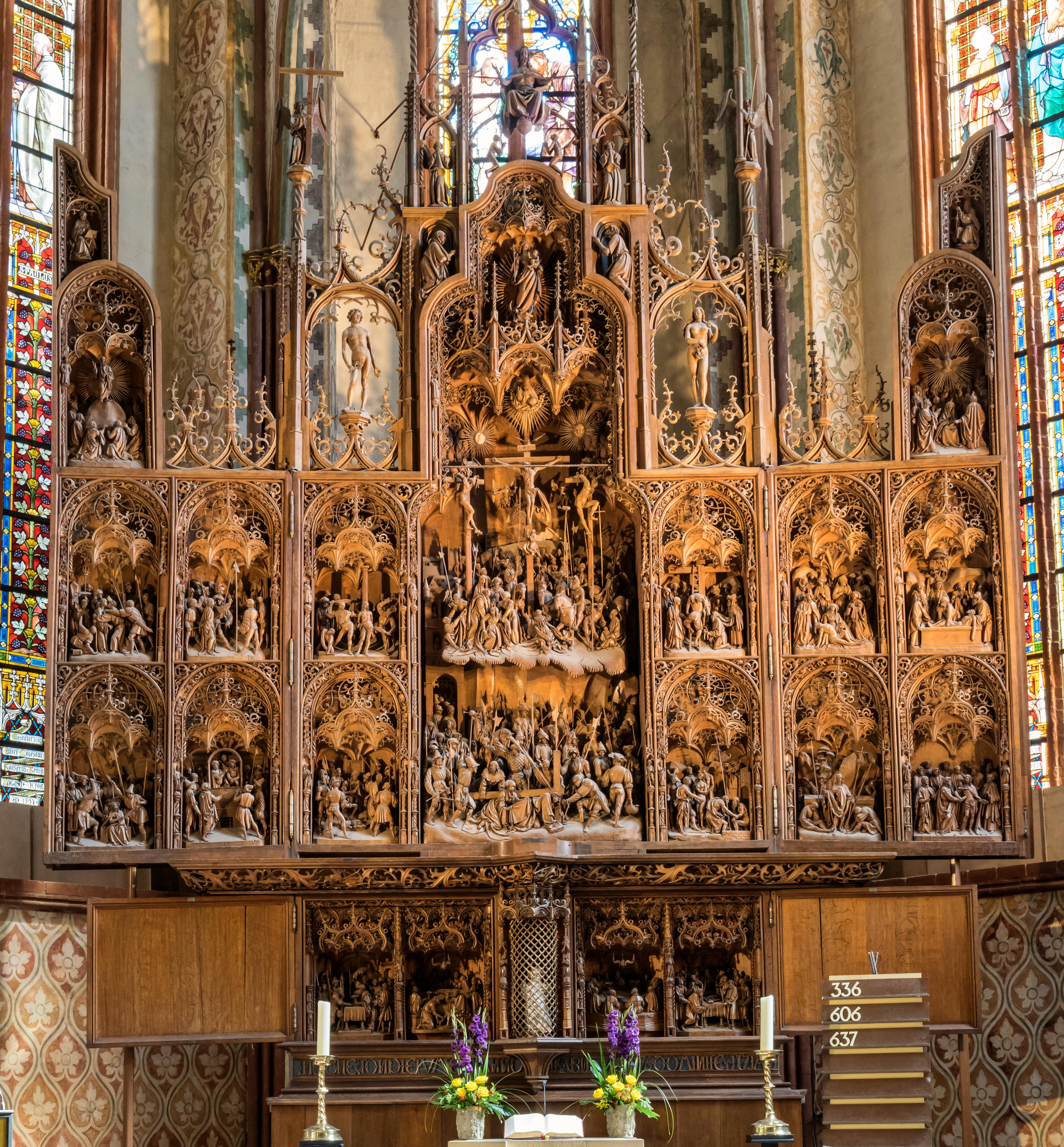
Altaar van Bordesholm (Brüggemann-altaar)

## Bouwgeschiedenis
Met de bouw van een nieuwe drieschepige romaanse basiliek op de huidige locatie werd begonnen in 1134. Het nog bewaard gebleven dwarsschip, waarvoor men graniet, tufsteen uit het Rijngebied en baksteen gebruikte, werd voltooid rond 1200. Kort na de bouw van het dwarsschip werd begonnen met de bouw van een hooggotisch hallenkoor en de kruisgang. De romaanse basiliek werd van 1200 tot 1408 tot een laatgotische hallenkerk vergroot, die in de 16e eeuw gereed kwam.
Pas in 1894 kreeg de domkerk haar definitieve uiterlijk. In het Driekeizerjaar werd Sleeswijk hoofdstad van de provincie en op verzoek van keizer Wilhelm II werd in dat jaar begonnen met de oprichting van een neogotische toren. De bouw van de 112 meter hoge toren werd gefinancierd met Franse herstelbetalingen aan het Duitse Rijk. Op de toren bevindt zich op 65 meter hoogte een uitzichtplatform, met een blik over de stad, de Schlei en de voormalige vissersnederzetting Holm. In het kader van een rondleiding is eveneens een bezichtiging van de klokken boven het platform mogelijk. Tegelijkertijd met de bouw van de toren werd er 33 nieuwe gebrandschilderde ramen geplaatst.
De Petrusdom herbergt nog veel oude kunstwerken. Naast het gotische Driekoningenaltaar uit circa 1300, een eiken kruisdragingsgroep (1440-1445), het bronzen doopvont in het hoogkoor van Ghert Klinghe (1480) en een vier meter hoog houten beeld van de heilige Christoffel en talrijke andere kunstwerken, is het Brüggemann-altaar (Bordesholmer Altar) de belangrijkste bezienswaardigheid.
Na vier jaar van restauratie werd de Petrusdom op 24 oktober 2021 heropend.

## Beschrijving

#### Het Petrus-portaal
Via het romaanse Petrus-portaal uit 1180 komt men in de domkerk. Het portaal werd gemaakt van verschillend materiaal: graniet, rode zandsteen uit Schonen, kalksteen uit Gotland en tufsteen uit het Rijnland. Op het tympanon wordt Christus tussen evangelisten en heiligen uitgebeeld. Te zien zijn ook Petrus, die de sleutels vasthoudt, en Paulus, aan wie Christus de spreukband overhandigt om het evangelie te verbreiden. Naast het portaal bevindt zich het verweerde beeld van een leeuw; nog een leeuw is te zien aan de buitenmuur van de sacristie.

#### Sacristie
De sacristie uit circa 1480 was aanvankelijk de sacristie en vergaderingsruimte van het domkapittel, maar vanaf 1567 het auditorium van de kathedrale school. Na de reformatie werd de oude sacristie verbouwd tot de crypte van het vorstenhuis Holstein-Gottorp. Het grafmonument voor hertog Frederik III is een werk van de Vlaamse beeldhouwer Artus Quellinus uit het jaar 1654 en de eerste getuige van de Quellinus-barok in het land.

#### Hoogkoor
Bisschop Berthold liet tegen het einde van de 13e eeuw het hoogkoor vergroten en beschilderen. De motieven van de fresco's zijn de Verkondiging, de Kroning van Maria, Sint-Catharina, de apostelen Filippus en Petrus, Deësis en engelen. Het koorgestoelte werd in het begin van de 16e eeuw door een onbekende schrijnwerker onder het pseudoniem van Magister rusticus gemaakt.

#### Brüggemann-altaar
Het eiken altaar is 12,60 meter hoog en toont de Bijbelse geschiedenis van Christus' arrestatie tot de Hemelvaart. Het altaar kwam in de jaren 1514-1521 tot stand en werd gesneden door Hans Brüggemann. Het centrale deel is een voorstelling van Jezus Die het kruis draagt. Daarboven het grotere paneel met de kruisiging. De overige panelen hebben allemaal betrekking op de lijdensgeschiedenis van Jezus, Zijn opstanding en Zijn hemelvaart. Boven alles torent een beeld van Jezus Christus als pantocrator.
Het altaar werd oorspronkelijk gemaakt voor de Augustijner Koorherenkerk in Bordesholm. Na de ontbinding van de priorij kwam het altaar in 1666 naar de domkerk. Emil Nolde assisteerde bij de restauratie van het altaar tegen het einde van de 19e eeuw.

#### Driekoningenaltaar
In het zuidelijke koor bevindt zich het Driekoningenaltaar, dat tot de komst van de Brüggemann-altaar opgesteld stond in het hoogkoor. Het altaarstuk met de levensgrote beelden van de Maagd Maria met het Kind Jezus en de drie heilige koningen dateert uit de 13e eeuw.

#### Cenotaaf
In het noordelijke koorschip bevindt zich een elegant renaissance cenotaaf van Frederik I, koning van Denemarken en Noorwegen, hertog van Sleeswijk en Holstein. Het monument werd in 1552 voor het koor gemaakt en daar opgesteld, maar het werd in 1901 verplaatst naar de huidige locatie. Het werd gemaakt door de Vlaamse beeldhouwer Cornelis Floris de Vriendt. De sarcofaag is leeg en op welke plek de koning in de kerk werkelijk werd begraven is niet meer bekend.

#### Blauwe Madonna
Jürgen Ovens schilderde in 1669 voor de domkerk de Blauwe Madonna, een werk dat oorspronkelijk de Heilige Familie met het Johanneskind werd genoemd. De Blauwe Madonna bevindt zich aan een pijler naar het noordelijk zijschip. De kostbaar omlijste Blauwe Madonna verraadt invloeden van Antoon van Dyck.

#### Toren
Na de instorting van de twee torens in 1275 werd rond 1300 een lagere, van de kerk gescheiden klokkentoren gebouwd. De huidige hoofdtoren werd in de jaren 1888-1894 gebouwd en is met 112 meter de op twee na hoogste kerktoren van Sleeswijk-Holstein. Alleen de dubbele torens van de Mariakerk in Lübeck en de dom van Lübeck reiken hoger dan die van de Petrusdom. In de jaren 1953-1956 werd de toren wegens de slechte staat van staalbetonconstructies voorzien en opnieuw met baksteen opgemetseld. Veel neogotische decoraties werden niet opnieuw aangebracht en zodoende toont de toren zich tegenwoordig in een vereenvoudigde vorm.

#### Orgel
Het huidige orgel is het resultaat van een ingrijpende restauratie en vergroting door de Berlijnse orgelbouwfirma Karl Schuke van de nieuwbouw door de firma Marcussen in 1963. Toen werd het hoofdwerk in de vorm van 1701 hersteld, terwijl het rugpositief nieuw werd ontworpen. Het neobarokke orgel bezit 65 registers verdeeld over vier manualen en pedaal.

#### DeSchwahl
De kruisgang van drie vleugels is ten noorden van het kerkschip gelegen en werd tussen 1310 en 1320 van baksteen gebouwd. De kruisgang wordt Schwahl (Deens: Svalen) genoemd en betekent in het Deens-Nederduits zoiets als half geopende gang buiten de woning. Het betreft een processiegang die vanuit de kerk weer naar de kerk leidt. In de kruisgang zijn de gerestaureerde fresco's uit de bouwtijd te bezichtigen. Ze tonen in de vrijliggende muurvelden scènes uit het leven van Jezus en in de gewelven mythische wezens.
De restaurateur Albert Olbers liet in 1894 in het kader van zijn omvangrijke restauratiewerk onder het middeleeuwse fresco Kindermoord in Bethlehem een dierenfries plaatsen met kalkoenen. Veertig jaar later beweerde de restaurateur Lothar Malskat dat het fries uit circa 1300 stamde. Daarmee werd het bewijs geleverd dat de Vikingen al voor Columbus Amerika hadden ontdekt, immers de kalkoen is een in Amerika voorkomend dier. Deze bewering werd dan ook door het toenmalige regime propagandistisch uitgebuit. Technisch onderzoek van Kurt Wehlte in 1948 weerlegde echter alle twijfels en in 1952 herriep Malskat zijn eerdere beweringen.
Ter bescherming van de fresco's is de kruisgang niet vrij toegankelijk voor het publiek. Een van de weinige gelegenheden om de Schwahl buiten de dagelijkse rondleidingen te bezichtigen is op de Schwahlmarkt, een jaarlijks terugkerend kunstevenement in december.

## De dom als kerkelijke gemeente
De Dom van Sleeswijk is tegenwoordig het religieuze centrum van een grote kerkelijke gemeente. De kerk opent haar deuren voor zowel het bijwonen van de veelvuldige erediensten en concerten als het bezichtigen van het kerkgebouw. In de zomerperiode is de kerk dagelijks geopend van 09:00-17:00 uur, in de winterperiode van 10:00-16:00 uur. Er wordt geen toegangsprijs berekend, maar een vrijwillige gift voor het onderhoud van de kerk wordt zeer gewaardeerd.

## Afbeeldingen

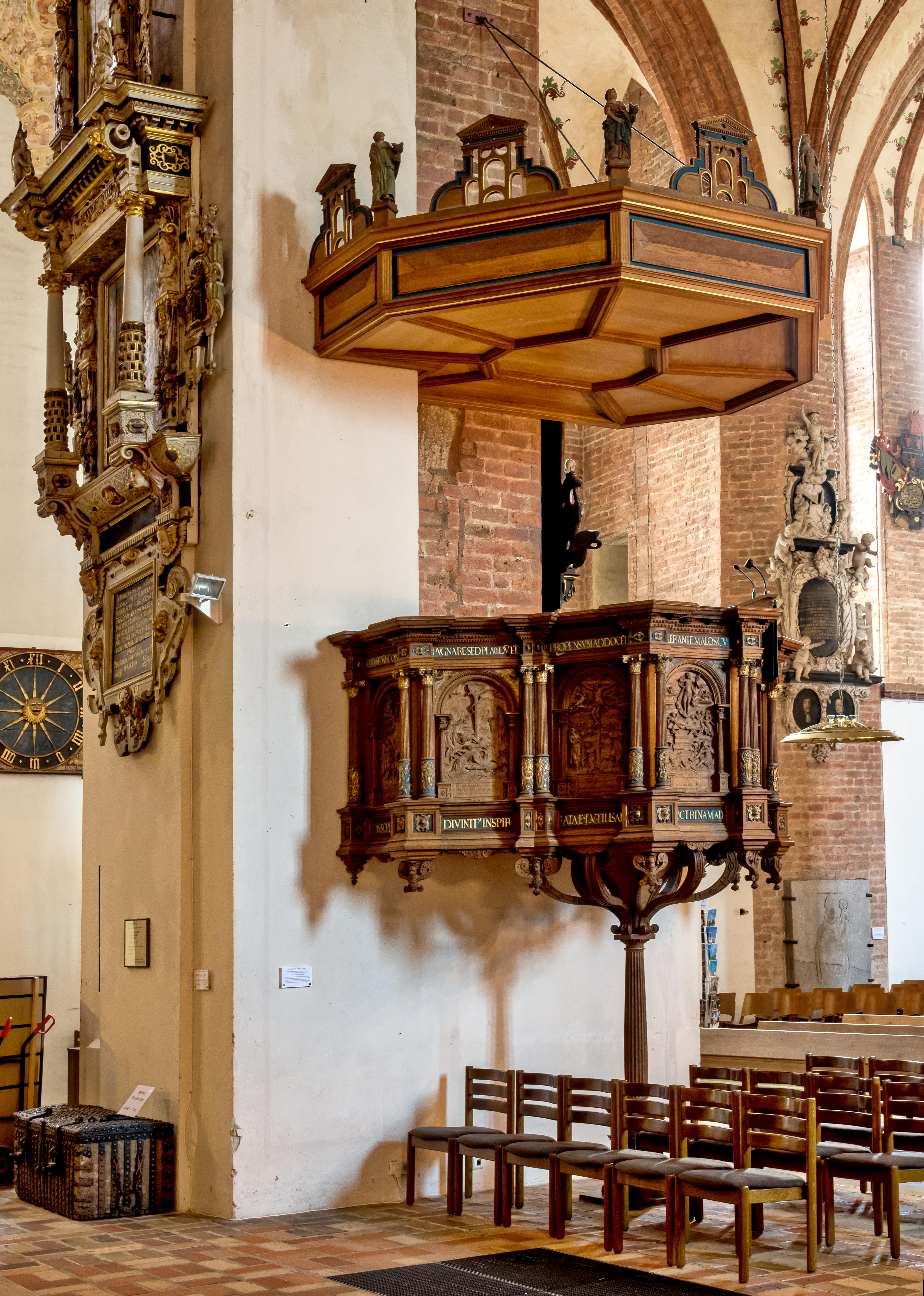
Preekstoel
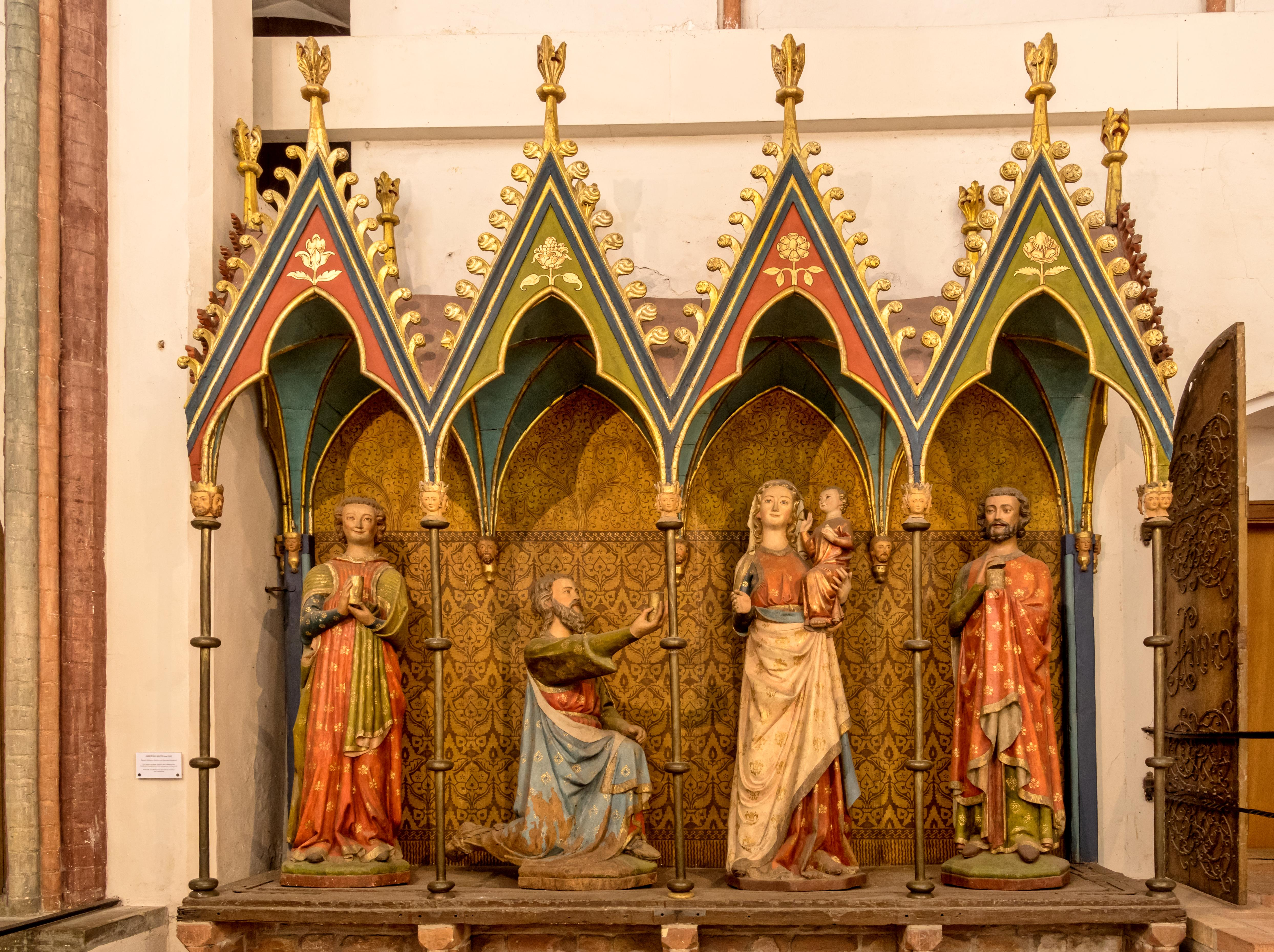
Driekoningenaltaar
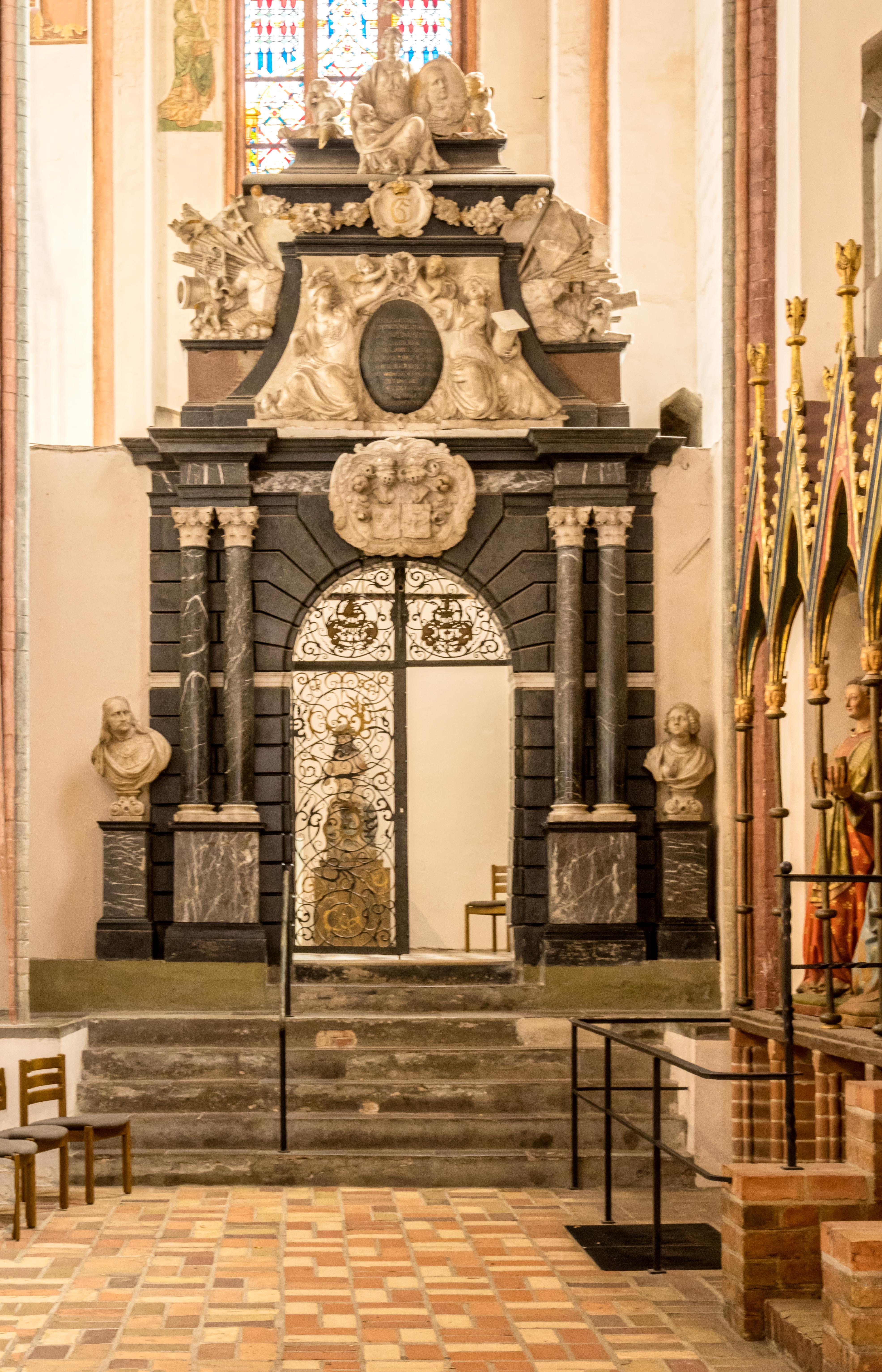
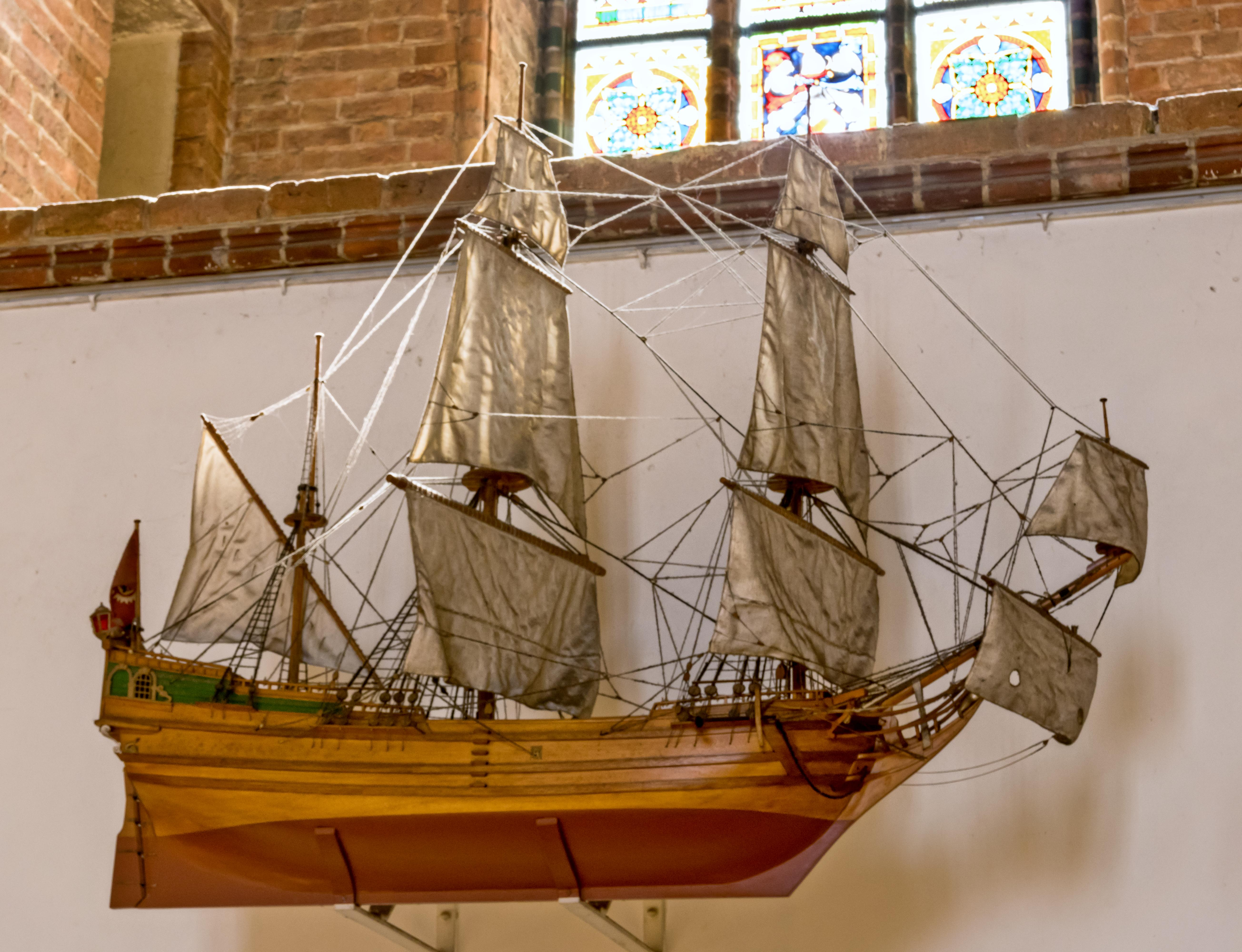
Votiefschip
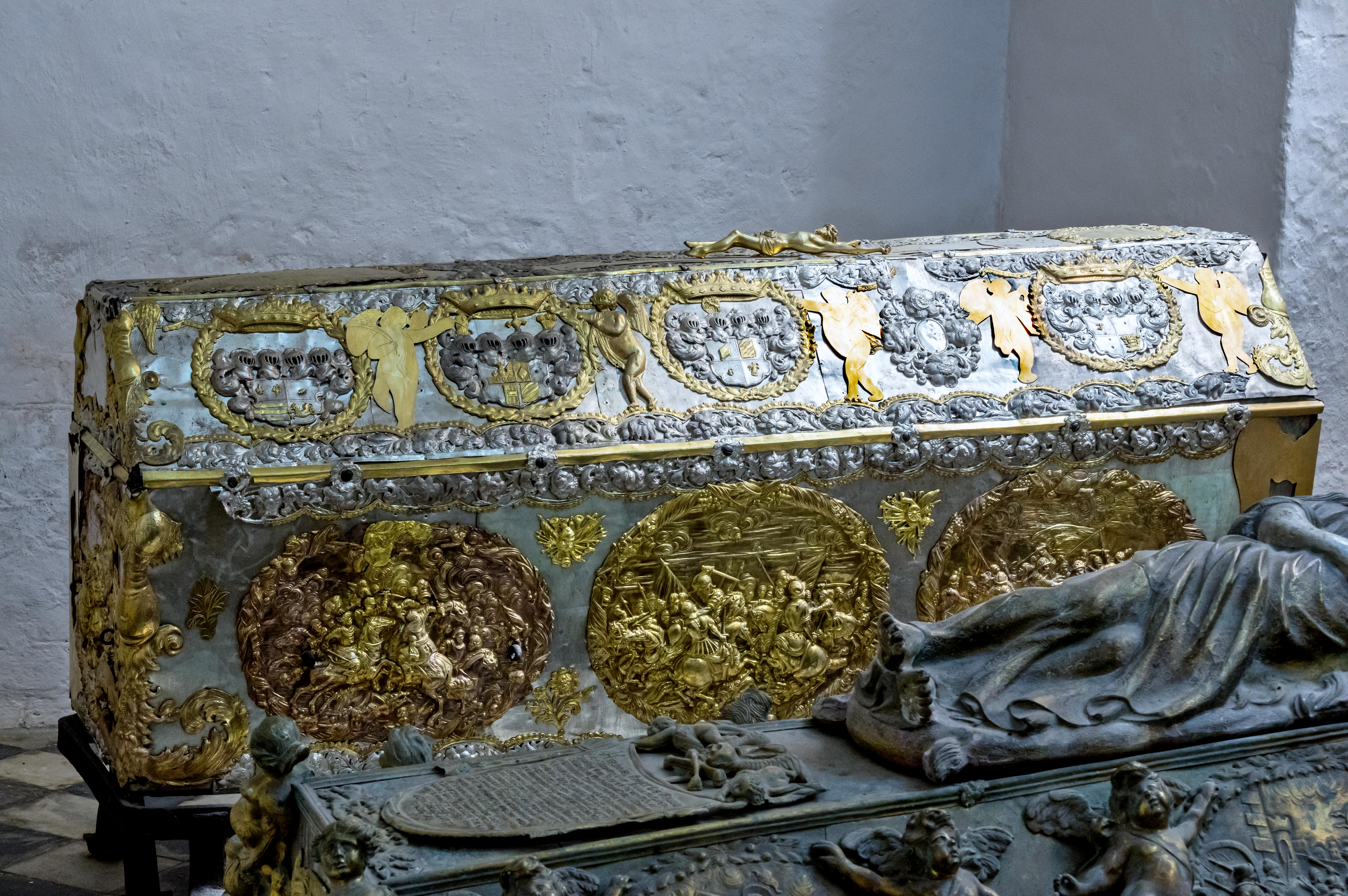
Sarcofagen
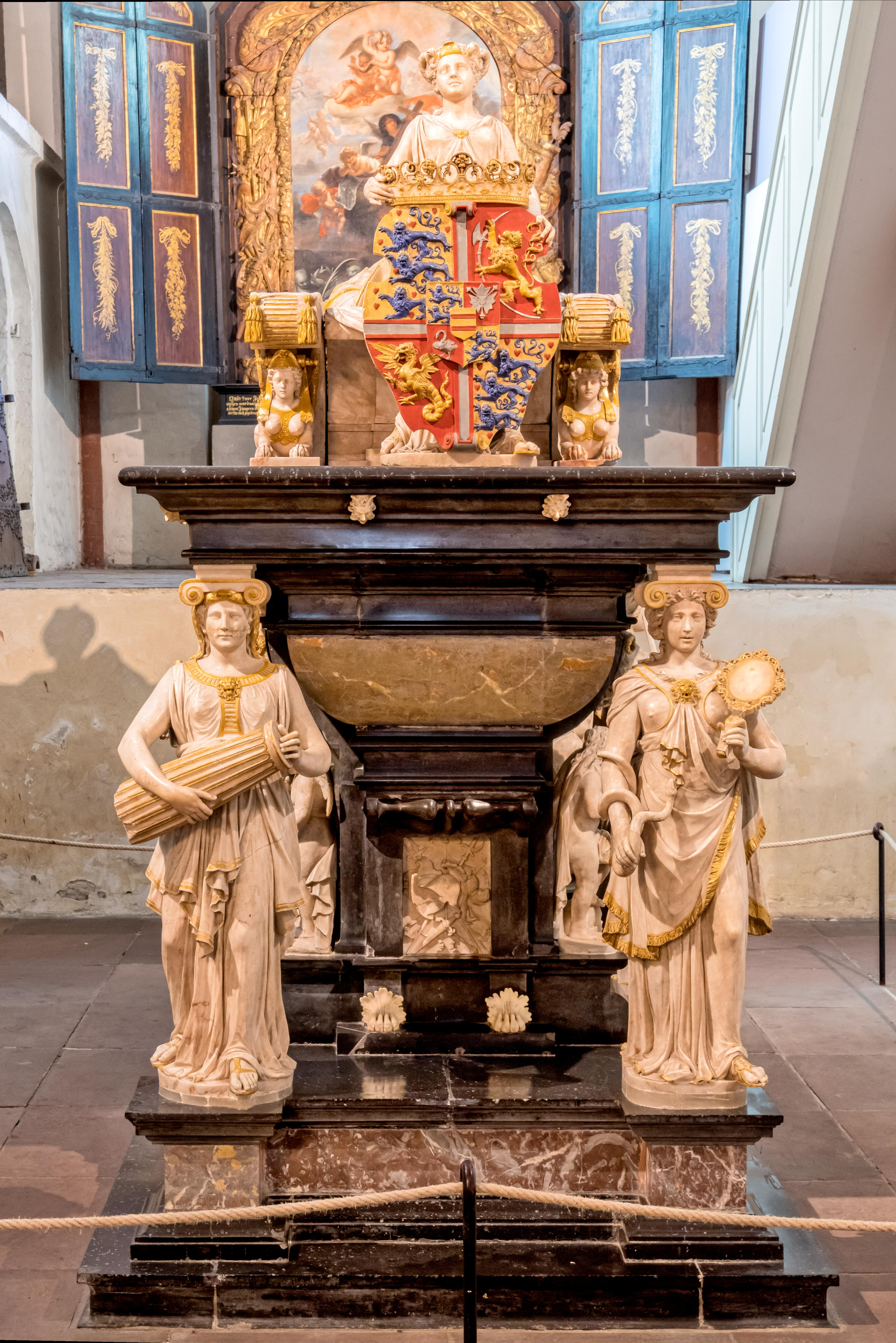
Cenotaaf Frederik I van Denemarken
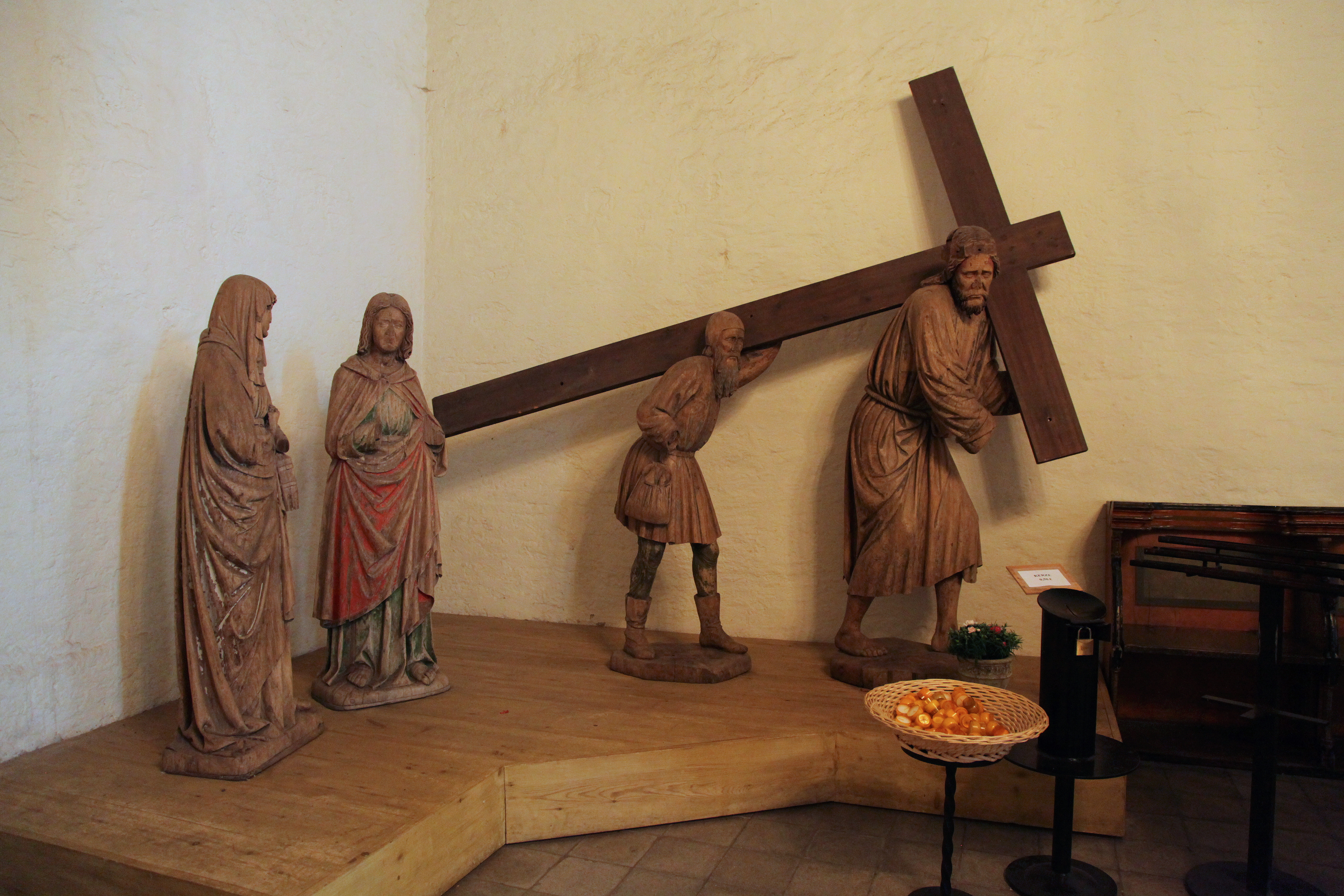
Kruisdragingsgroep
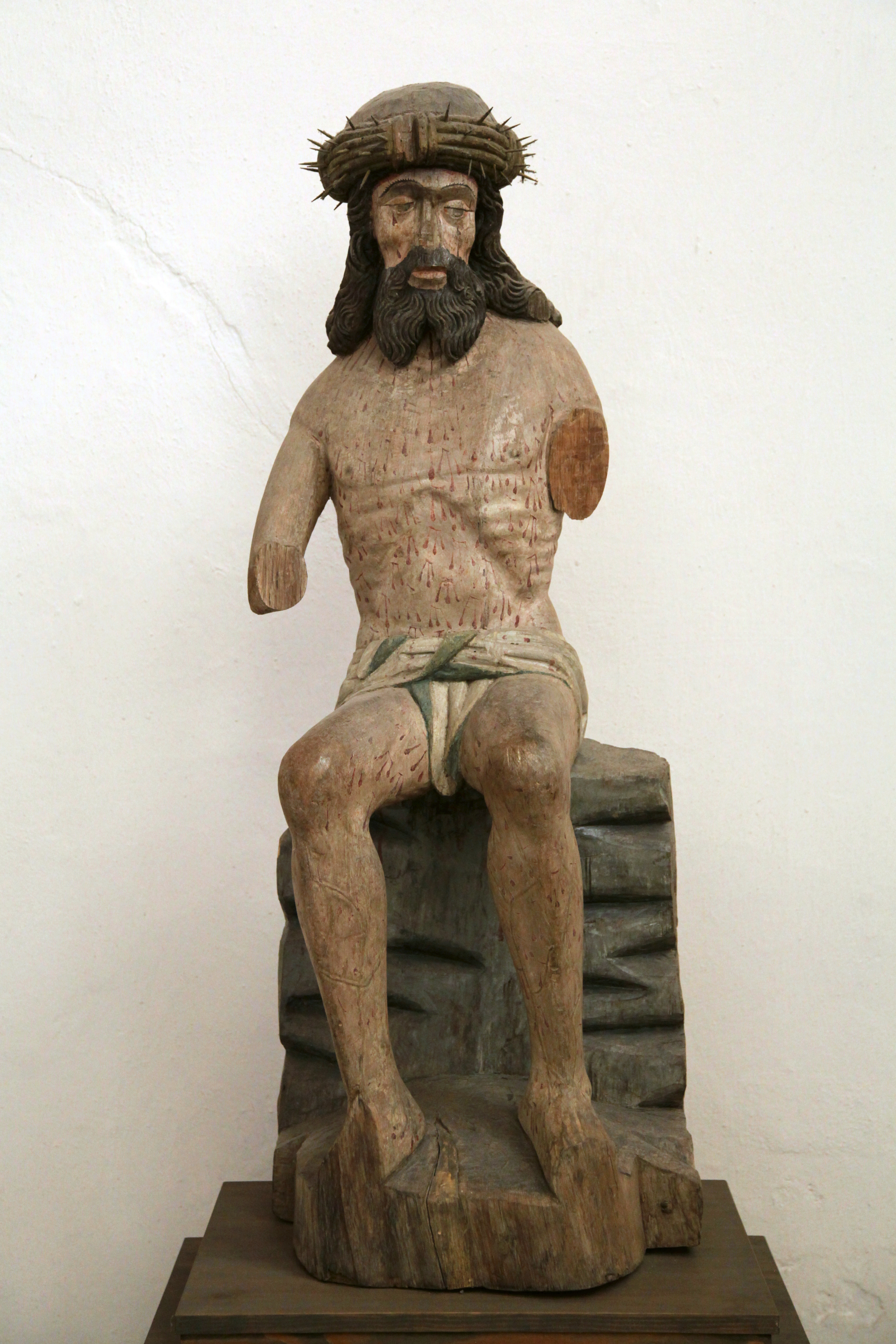
Man van Smarten
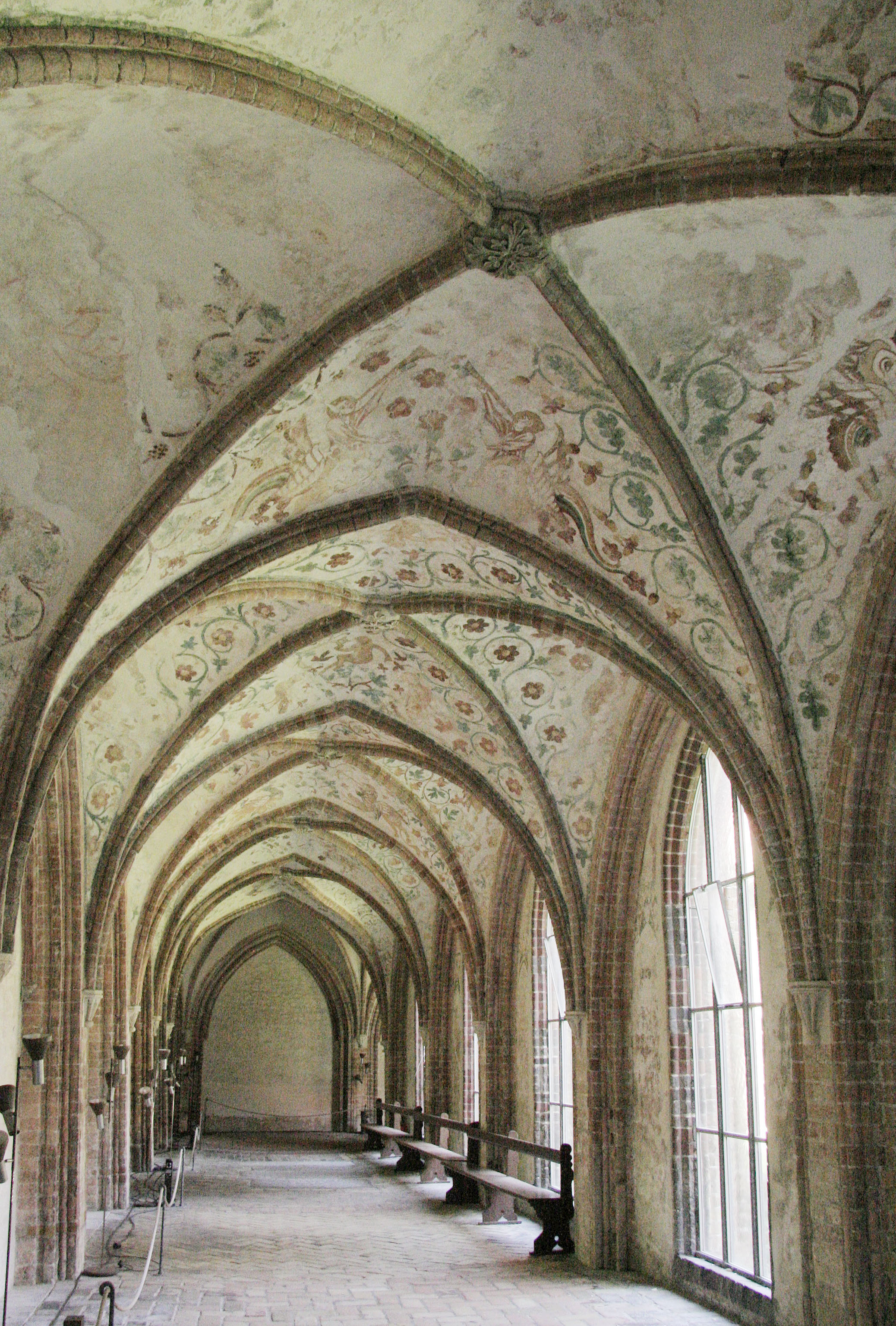
Kruisgang